# Костюк Григорій Олександрович
Григо́рій Олекса́ндрович Костю́к (Псевдоніми: Г. Залужний, Борис Подоляк; 12 (25) жовтня 1902, село Боришківці, нині Кам'янець-Подільський район, Хмельницька область —  3 жовтня 2002, Сільвер-Спрінґ, США) — український учений-літературознавець, письменник, критик, мемуарист, історик, журналіст, лауреат Премії фундації Антоновичів (1988) та Міжнародної премії імені Володимира Винниченка (1991), довголітній голова ОУП «Слово» (1954—1975). Громадський та політичний діяч. Дійсний член УВАН та НТШ, член Національної спілки письменників України та Інституту з вивчення СРСР, іноземний член Національної академії наук України (1992). Член Міжнародного ПЕН-клубу.

## Життєпис
Григорій Костюк народився 12 (25) жовтня 1902 року в селі Боришківці, нині Кам'янець-Подільський район, Хмельницька область. Середню освіту здобув у Кам'янці-Подільському. У 1929 році закінчив Київський інститут народної освіти, потім аспірантуру інституту імені Тараса Шевченка НАН України в Харкові, захистив кандидатську дисертацію.
Викладав історію української літератури в Харківському педагогічному інституті професійної освіти, від початку 1934 року — у Луганському інституті народної освіти.
У листопаді 1934 року його звільнено «за націоналістичні прояви в лекціях» та «перекручування програми». 25 листопада 1935 року заарештовано у Києві. Постановою Особливої наради при НКВС від 3 липня 1936 року заслано на 5 років у концтабір у Воркуті.
Григорій Костюк був звільнений 25 листопада 1940 року, та згідно з приписом НКВС оселився у Слов'янську. Влітку 1941 року одружився з Раїсою Бутко.
Від грудня 1940 року до липня 1944 року жив і працював (здебільшого не за фахом) у Слов'янську, Києві, Львові. У липні 1944 року емігрував на Захід.
В еміграції був одним із засновників та деякий час лідером Української революційно-демократичної партії, після її розколу належав до лівого крила (групи «Вперед»).
До 1951 року — у таборах для «переміщених осіб» в Німеччині.
У лютому 1952 року виїхав до США, де працював у Дослідному центрі Колумбійського університету та інших установах.
Григорій Костюк був ініціатором створення ОУП «Слово» та першим його головою (1954—1975).
У 1959–1964 роках очолював Мистецьку комісію Комітету з побудови пам'ятника Тарасові Шевченку у Вашингтоні.
Григорій Костюк був реабілітований 22 червня 1989 року.
23 жовтня 1992 року в Боришківцях відбувся вечір, присвячений 90-річчю Костюка. На вечорі виступив його син — Теодор Костюк — доктор фізико-астрономічних наук.
4 червня 2008 року видавництво «Смолоскип» провело в Києві презентацію двотомника спогадів Григорія Костюка «Зустрічі і прощання», вперше перевиданого в Україні.
Григорій Костюк помер 2002 року в місті Сільвер-Спрінґ, штат Мериленд. Поховано на українському православному цвинтарі святого Андрія у Бавнд-Бруку, штат Нью-Джерсі.

## Пам'ять
Восени 2006 року головну вулицю села Боришківці названо іменем Григорія Костюка.

### Твори Григорія Костюка
Григорій Костюк — автор наукових праць «Панас Мирний. Життя і творчість» (1931), «The Fall of Postyshew» (1954), «Stalinist Rule in the Ukraine» (1960), «Володимир Винниченко і його доба» (1980), «У світі ідей та образів» (1983); книг «З літопису літературного життя в діаспорі» (1971), спогадів «Окаянні роки» (1978) та «Зустрічі й прощання» (Т. 1. — 1987, Т. 2. — 1998). Підготував до видання два томи «Щоденника» В.Винниченка, п'ятитомне видання творів М.Хвильового (1978—1986), твори М. Куліша (1955), П. Филиповича, М. Драй-Хмари та ін.
- Українське наукове літературознавство в перше пореволюційне п'ятнадцятиліття // Записки НТШ. — Т. 173. — Париж — Чикаго, 1962. — С. 185—216.
- Теорія і дійсність. До проблеми вивчення теорії, тактики і стратегії більшовизму в національному питанні [Архівовано 17 жовтня 2014 у Wayback Machine.]. — Б.м. (Мюнхен): В-во «Сучасність», 1971. — Суспільно-політична бібліотека ч. 9(28). — 145 с.
- Окаянні роки: Від Лук'янівської тюрми до Воркутської трагедії (1935—1940). — Торонто: Діялог, 1978. — 165 с.
- Володимир Винниченко та його доба: дослідження, критика, полеміка [Архівовано 26 серпня 2012 у Wayback Machine.]. — Нью-Йорк, 1980. — 283 с.
- У світі ідей і образів: вибране. Критичні та історико-літературні роздуми 1930—1980 [Архівовано 17 жовтня 2014 у Wayback Machine.]. — Б.м.: Сучасність, 1983. — 538 с.
- На маґістралях доби. Статті на суспільно-політичні теми [Архівовано 27 серпня 2014 у Wayback Machine.]. — Торонто — Балтімор, 1983. — 292 с.
- Поет юності й сили Аркадій Любченко // Дивослово. — 1996. — № 4. — С. 3-7.
- Неопалима купина // Літературно-мистецькі перехрестя (паралелі). — Вашингтон — Київ, 2002. — С. 139—153.
- Літературно-мистецькі перехрестя (паралелі) : монографія // Редактор С. А. Гальченко. — Київ ; Вашінгтон, 2002. — 416 с. — Бібліогр.: С.377-401. — ISBN 966-7802-14-0 (в оправі)
- Зустрічі й прощання — Едмонтон: Канадський інститут українських студій. — Кн.1 [Архівовано 17 жовтня 2014 у Wayback Machine.], 1987. — 743 с.; Кн.2 [Архівовано 17 жовтня 2014 у Wayback Machine.], 1998. — 609 с.
- Зустрічі й прощання / Відп. ред. та упор. О. В. Мишанич. — К. : Наук. думка, 2003. — 589 с.
- Зустрічі й прощання: Спогади. — К.: Смолоскип, 2008. — (Кн. 1. — 720 с.; Кн. 2. — 512 с.).